# Orphinus pulupulu
Orphinus pulupulu – gatunek chrząszcza z rodziny skórnikowatych i podrodziny Megatominae.
Gatunek ten opisany został w 2017 roku przez Jiříego Hávę na podstawie jednego okazu odłowionego w 2014 roku. Jako miejsce typowe wskazano Ponding-Pulu Pulu na Celebesie w Indonezji. Epitet gatunkowy pochodzi od nazwy miejsca typowego.
Chrząszcz o owalnym ciele długości 2,1 mm i szerokości 1,4 mm. Podstawowe ubarwienie ciała jest błyszcząco czarne, ale wierzchołkowa część pokryw jest brązowo rozjaśniona. Delikatnie punktowaną głowę porastają długie, położone włoski o czarnej barwie. Oczy złożone są duże, żółto oszczecone. Brązowe, żółto oszczecone czułki buduje jedenaście członów, z których dwa ostatnie formują buławkę. Głaszczki są ciemnobrązowe. Powierzchnia przedplecza jest niepunktowana, porośnięta czarnymi mikroszczecinkami. Trójkątna tarczka jest naga. Na pokrywach występują delikatne punkty oraz krótkie, położone, czarne owłosienie. Guzy barkowe są lekko zaznaczone. Owłosienie pygidium i sternitów odwłoka jest szare.
Owad orientalny, endemiczny dla Indonezji, znany tylko z miejsca typowego w prowincji Celebes Południowy. Spotkany został na rzędnych między 1600 a 1800 m n.p.m.